# Sar-e Pol
Sar-e Pol eller Sari Pul (persiska: سر پل) är huvudstad i provinsen Sar-e Pol i norra Afghanistan. Staden har en befolkning på cirka 115 400.